# Marco Aquila Juliano
Marco Aquila Juliano (en latín: Marcus Aquila Iulianus) fue un senador del Alto Imperio romano que desarrolló su cursus honorum en la primera mitad del siglo I, bajo los imperios de Tiberio y Calígula, siendo designado por este último como Consul ordinarius del año 38.